# یوهان فان بتهوون
یوهان فان بتهوون (به آلمانی: Johann van Beethoven) یا یان فان بتهوون (Jan van Beethoven) (زادهٔ ۱۴ نوامبر ۱۷۴۰، بن - درگذشتهٔ ۱۸ دسامبر ۱۷۹۲، بن)، نوازنده، معلم موسیقی، و خوانندهٔ آلمانی و پدر لودویگ فان بتهوون بود.
او فرزند لودویگ فان بتهوونِ اول (۱۷۱۲–۱۷۷۳) و رهبر ارکستر دربار اِلِکتور در بُن بود.
لودویگ فان بتهوون، آهنگساز بزرگ، سه سال پس از این وصلت، در ۱۶ یا ۱۷ دسامبر ۱۷۷۰ در همان شهر به دنیا آمد.

## ازدواج
یوهان فان بتهوون و همسرِ آینده‌اش، ماریا ماگدالِنا کِوِریش (۱۷۴۶–۱۷۸۷)، ظاهراً در سفر به اِرِنبرایتشتاین با یکدیگر آشنا شدند. ماریا ماگدالِنا دخترِ سرآشپزِ اسقف اعظم تریر که دربارش در آن شهر بود و ماریا ماگدالِنا با ارکسترِ دربار ارتباطاتِ خانوادگی داشت. ماریا پیشتر، در ۱۹سالگی، بیوه شده بود و در ۱۲ نوامبر ۱۷۶۷ در کلیسای کاتولیک رمیگیوس، بن با یوهان ازدواج کرد. نام ماریا بعد از ازدواج به «ماریا ماگدالِنا فان بتهوون» تغییر یافت.

### فرزندان
حاصلِ ازدواجِ یوهان و ماریا ماگدالِنا، هفت فرزند بود که سه تن از آنان به بزرگ‌سالی رسیدند. آهنگسازِ بزرگ فرزندِ دومشان بود:
1. لودویگ ماریا فان بتهوون (۲ آوریل ۱۷۶۹ – ۶ آوریل ۱۷۶۹)
2. لودویگ فان بتهوون ( ۱۷ دسامبر ۱۷۷۰، بن، کورکُلن[۳] - ۲۶ مارس ۱۸۲۷، وین)
3. کاسپار آنتون کارل فان بتهوون (۸ آوریل ۱۷۷۴ – ۱۵ نوامبر ۱۸۱۵)
4. نیکولاوس یوهان فان بتهوون (۲ اکتبر ۱۷۷۶ – ۱۲ ژانویهٔ ۱۸۴۸)
5. آنا ماریا فرانتسیسکا فان بتهوون (۲۳ فوریهٔ ۱۷۷۹ – ۲۷ فوریهٔ ۱۷۷۹)
6. فرانتس گِئورگ فان بتهوون (۱۷ ژانویهٔ ۱۷۸۱ – ۱۶ اوت ۱۷۸۳)
7. ماریا مارگارِته یوزِفا فان بتهوون (۵ مهٔ ۱۷۸۶ – ۲۶ نوامبر ۱۷۸۷).

## ویژگی‌های رفتاریِ یوهان
بسیاری معتقدند ناشنوا شدن لودویگ فان بتهوون به‌خاطر تنبیهات پدرش بوده‌است. یوهان، با ضربه‌زدن به گوش لودویگ، سعی داشت از او موسیقی‌دانی منضبط بسازد. هدفِ او آن بود که از لودویگِ نوجوان، به تقلیدِ لئوپلد موتسارت (پدرِ ولفگانگ آمادئوس موتسارت)، یک کودکِ نوازنده و آهنگ‌ساز بسازد که برای او شهرت و پول و محبوبیت به‌دست بیاورد؛ اما او فاقد تربیت و منشِ لئوپلد بود. لودویگ دلِ خوشی از پدر مستبد و دائم‌الخمرش نداشت.